# Usina Hidrelétrica Chopim I
A Usina Hidrelétrica Chopim I é uma usina hidrelétrica localizada na margem esquerda do rio Chopim, em Itapejara d'Oeste.
Construída pela COPEL, durante a elaboração do primeiro plano de eletrificação do Paraná (1961 a 1965), entrou em operação em 1963.